# Rádio do Concelho de Mafra
A Rádio do Concelho de Mafra (RCM) é uma rádio local Mafra, em Portugal, com a frequência 105.6 MHz FM. As origens da RCM remontam a 1988 como Mafra FM, quando foi constituída a sua cooperativa e elaborados os primeiros estatutos, legalizando-se no ano seguinte (frequência 106.0 MHz). Em 1991, o Instituto de Comunicações de Portugal atribuiu a frequência que perdura até à atualidade (105.6 MHz FM). O nome atual (Rádio do Concelho de Mafra, popularmente conhecido com a forma abreviada RCM) surgiu em 1994, no dia 1 de Julho.
A profissionalização total chegou em 1996, ano em que a rádio se mudou para as instalações em que ainda hoje está situada, no terceiro piso da agora futura Loja do Cidadão de Mafra (anteriormente era o edifício dos Bombeiros Voluntários de Mafra). O seu centro emissor localiza-se na Serra do Funchal, Avessada (Santo Estêvão das Galés).